# Franz Seraph von Dietrichstein

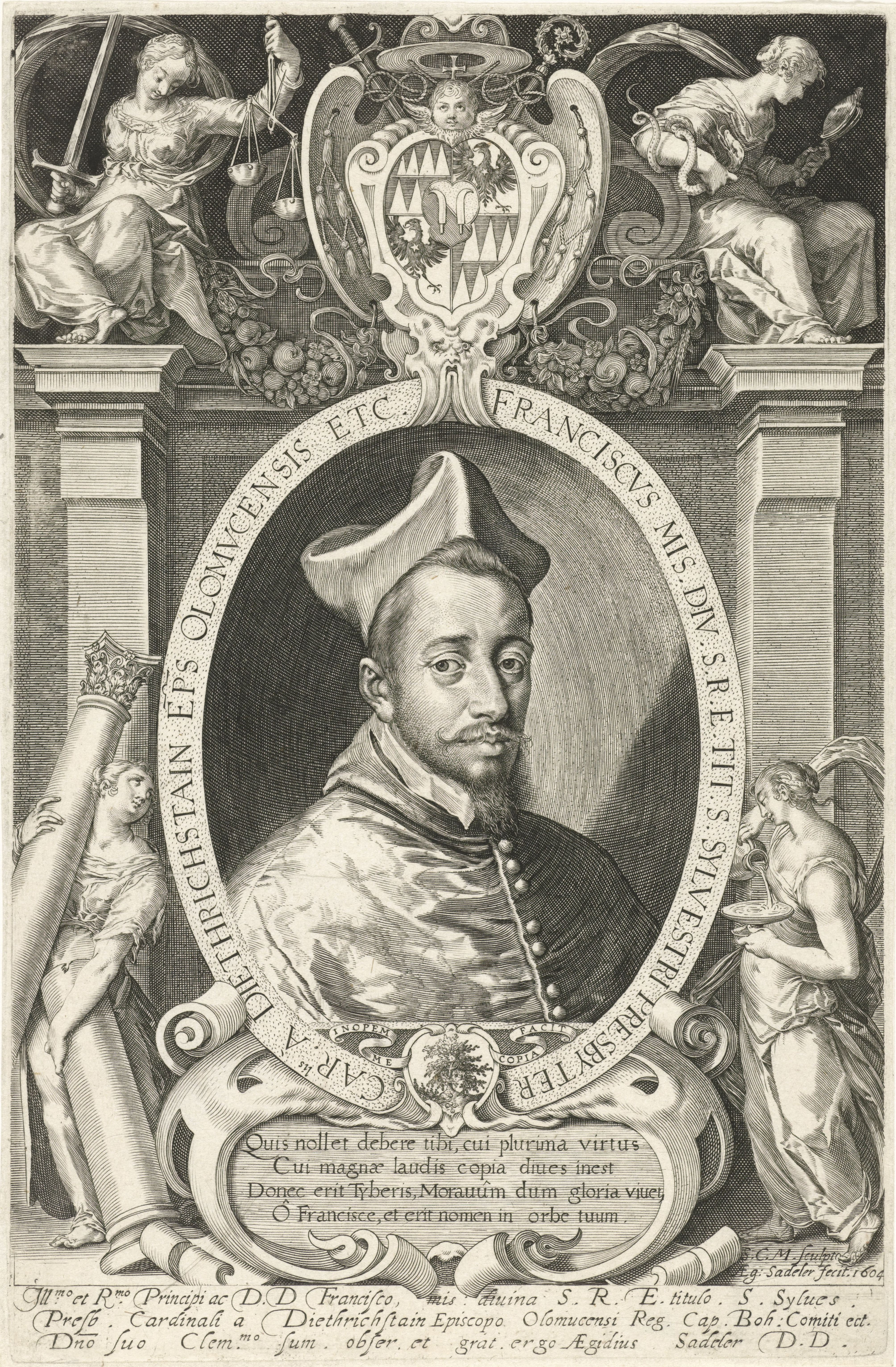
Franz Seraph Kardinal von Dietrichstein in jüngeren Jahren (Porträtstich von Aegidius Sadeler (II), 1604)

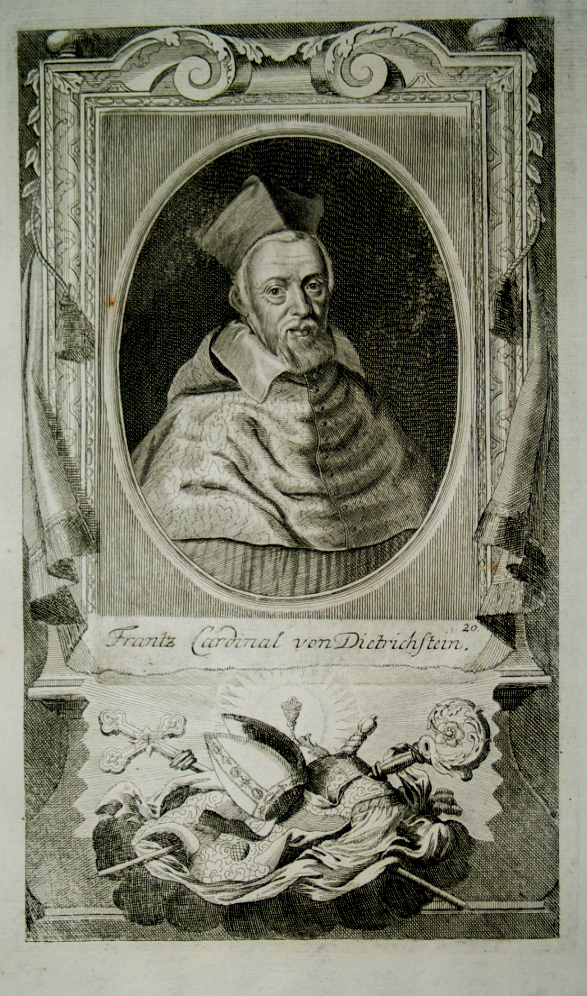
Kardinal von Dietrichstein im Alter (Porträtstich von 1635)

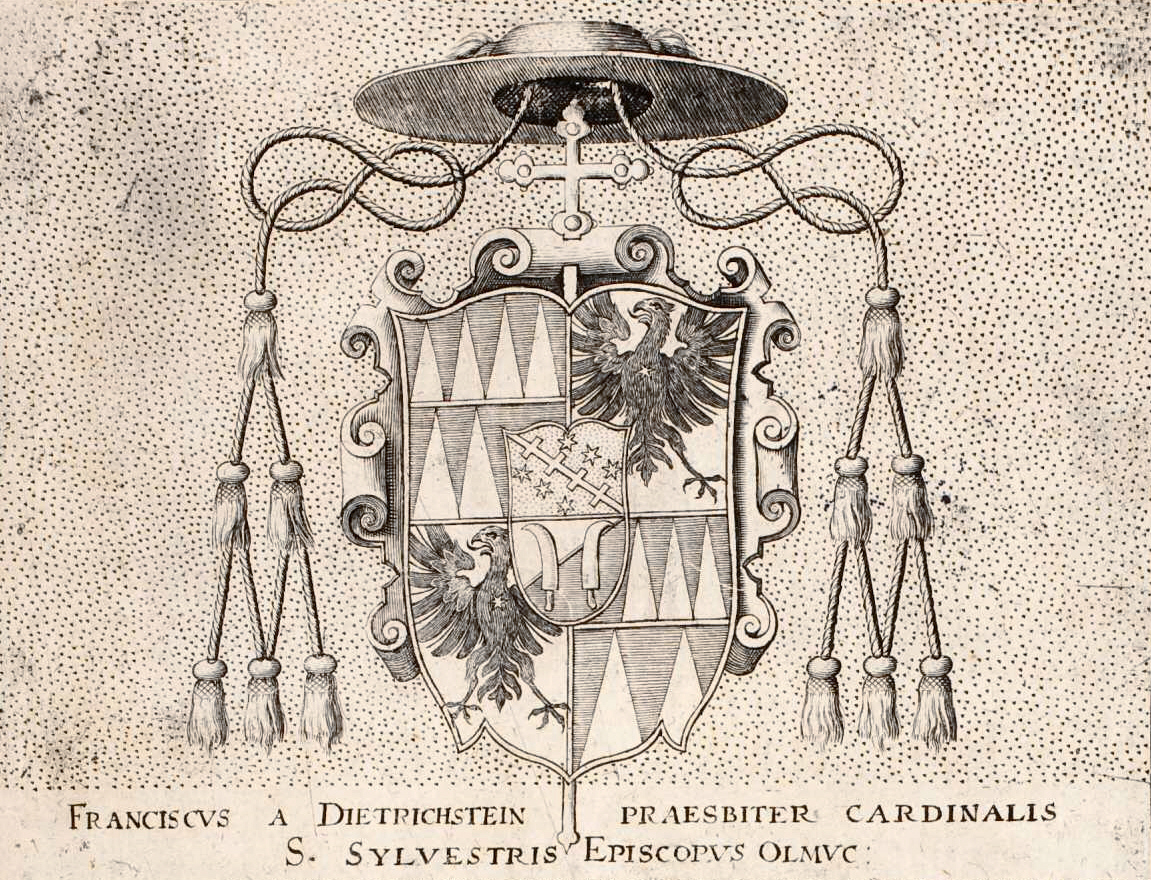
Dietrichsteins Kardinalswappen

Franz Seraph von Dietrichstein (tschechisch František z Ditrichštejna; * 22. August 1570 in Madrid; † 19. September 1636 in Brünn, Markgrafschaft Mähren) war Bischof von Olmütz und Kardinal sowie seit 1624 Reichsfürst.

## Leben
Er entstammte dem österreichischen Adelsgeschlecht Dietrichstein. Seine Eltern waren der kaiserliche Diplomat Adam von Dietrichstein und Margarete († 1609), Tochter des sardischen Vizekönigs Antonio Folche Duque de Cardona aus dem Haus Folch de Cardona.
Dietrichstein studierte an den Universitäten Wien und Prag sowie an der päpstlichen Universität in Rom, Collegio Romano, wo er Alumne des Germanicums war. Im Alter von 21 Jahren wurde er Kanoniker in Olmütz, zwei Jahre später in Breslau und Passau. 1594 folgte die Berufung zum Propst des Leitmeritzer Kollegiatstifts. 1597 wurde er zum Priester geweiht und am 3. März 1599 von Papst Klemens VIII. zum Kardinal erhoben, worauf er die Titelkirche San Silvestro in Capite (bis 1623) zugewiesen bekam.
Im selben Jahr wählte das Olmützer Domkapitel den kaiserlichen und päpstlichen Wunschkandidaten Franz Seraph von Dietrichstein zum Nachfolger des 1598 verstorbenen Bischofs Stanislaus Pavlovský von Pavlovitz. Die Amtsübernahme in Olmütz erfolgte erst am 9. Juni 1600. Als Bischof gehörte er zu den Verfechtern der Gegenreformation, wobei er die katholische Erneuerung im Geiste Philipp Neris verfolgte. Er galt als Vertreter des Barockhumanismus und setzte sich für Kunst, Wissenschaft und die Bildung des Volkes ein. Für den Olmützer Dom ließ er einen neuen repräsentativen Chor im Stil des Frühbarock bauen.
Schon als junger Mann gehörte Franz Seraph von Dietrichstein ein Dreizehntel der Gesamtfläche Mährens. Von 1602 an war er stellvertretender Landeshauptmann von Mähren. 1607 ernannte ihn Kaiser Rudolf II. zum Präsidenten des Geheimen Rates. 1608 bis 1611 vertrat er den Kaiser bei Verhandlungen mit dessen Bruder Matthias und krönte diesen 1611 zum König von Böhmen. 1617 krönte er dessen Nachfolger Ferdinand II.
Zusammen mit Karl dem Älteren von Žerotin erreichte er, dass sich die mährischen Stände am Aufstand von 1618 nicht beteiligten. Nach dem vorübergehenden Sieg der böhmischen Protestanten wurde Dietrichstein 1619 gestürzt und des Landes verwiesen. Seine Güter wurden konfisziert. Nach der Schlacht am Weißen Berg kehrte er aus Wien zurück und erhielt neben seinen konfiszierten Gütern zwei weitere Herrschaften von Kaiser Ferdinand II. geschenkt. Weitere Besitzungen, wie etwa 1611 die Herrschaft Rosenburg in Niederösterreich, erwarb er käuflich hinzu. Mit seinem Vermögen stiftete er zahlreiche Klöster. Er gehörte zu den Verfechtern der Rekatholisierung und erreichte, dass die Römisch-katholische Kirche in Mähren an Bedeutung gewann. Nach 1620 stieg er zum Generalkommissar und Landeshauptmann von Mähren auf. 1622 wirkte er als Richter gegen die Aufständischen. Ein Jahr vor seinem Tod wurde er „Protector Germaniae“. Am 16. März 1624 wurde er in Wien von Kaiser Ferdinand II. als erster Vertreter des Hauses Dietrichstein in den erblichen Reichsfürstenstand erhoben. Dies mit dem Recht, den Fürstenstand – insbesondere an seine Neffen – weitergeben zu können. Kardinal von Dietrichstein setzte daraufhin seinen Neffen Maximilian von Dietrichstein zum Universalerben und Nachfolger in der fürstlichen Würde ein.
Die von ihm hinterlassene Bibliothek auf Schloss Mikulov (deutsch Nikolsburg) wurde im Dreißigjährigen Krieg 1645 von den Schweden geraubt.